# 마니칼랜드주

마니칼랜드 주의 위치

마니칼랜드주(Manicaland Province)는 짐바브웨 동부에 위치한 주로, 주도는 무타레이며 면적은 36,459km2, 인구는 1,600,000명(2002년 기준)이다. 동쪽으로는 모잠비크와 국경을 맞대고 있으며 7개 구(부헤라, 치마니마니, 치핑게, 마코니, 무타레, 무타사, 냥가)를 관할한다. 주 이름은 이 주에 많이 거주하는 쇼나인에 속하는 민족인 마니카인에서 유래된 이름이다.

## 인구
| 연도                                                | 인구      | ±%     |
| --------------------------------------------------- | --------- | ------ |
| 1992                                                | 1,537,676 | —      |
| 2002                                                | 1,568,930 | +2.0%  |
| 2012                                                | 1,752,698 | +11.7% |
| 출처: Zimbabwe National Statistics Agency (ZIMSTAT) |           |        |

## 같이 보기
- 짐바브웨의 행정 구역